# 나라교통
나라교통 유한회사(나라交通 有限會社)는 광주광역시의 마을버스 운송 업체이다. 본사는 광주광역시 남구 서문대로 829 (주월동)에 위치해 있다.

## 주요 연혁
- 2017년: 회사설립
- 2018년: 세계버스의 폐업으로 인해 760번 운행권 양도.

## 운행 노선
- ● 713번: 남구문화센터 ~ 계수
- ● 714번: 매일시장입구 ~ 소태역
- ● 715번: 대촌한일베라체 ~ 전남대병원오거리
- ● 760번: 운리초교입구 ~ 양동시장역(천변)
- ● 763번: 월드컵경기장주차장 ~ 광주시립미술관하정웅미술관

## 보유 차종
- 자일대우버스: 자일대우 NEW BS090
- 현대자동차:  현대 그린시티, 현대 뉴-카운티